# Mujeres fotógrafas

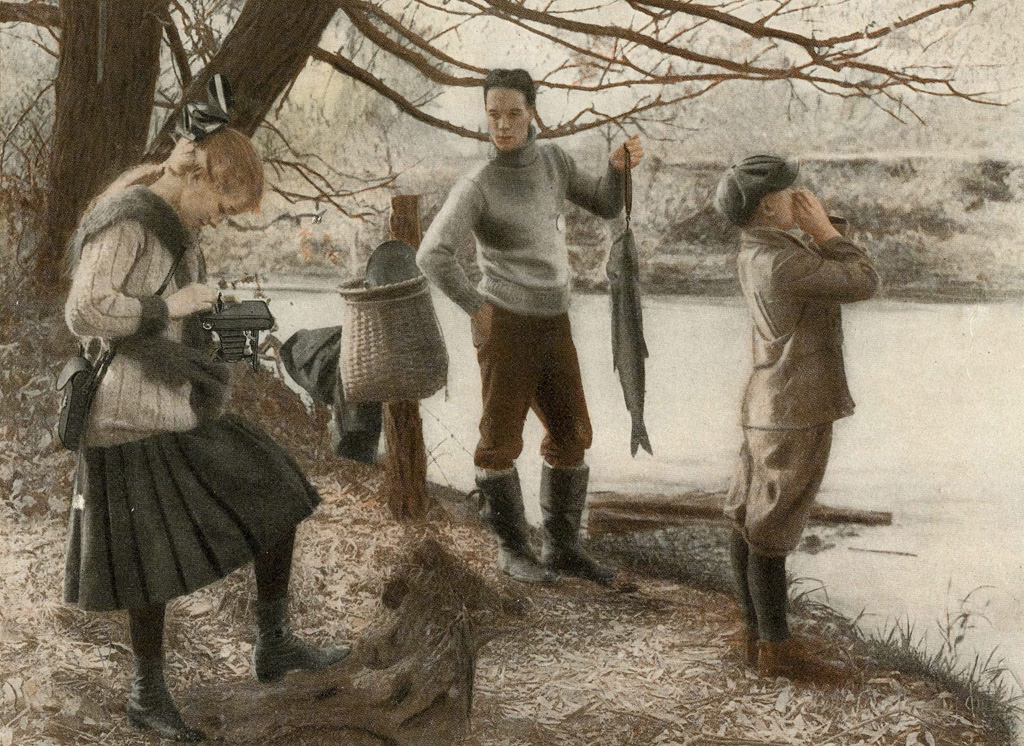
Fotógrafa amateur. Kodak Anuncio de 1918

La participación de las mujeres en la fotografía se remonta a los mismos orígenes del proceso. Muchas de las pioneras, la mayoría de ellas residentes en Gran Bretaña o Francia, tenían vínculos familiares con el medio. Las mujeres del norte de Europa fueron de las primeras en entrar en el negocio de la fotografía abriendo estudios en Dinamarca, Francia, Alemania y Suecia desde los años 40 del siglo XIX, mientras que en Inglaterra fueron las mujeres de familias acomodadas las que desarrollaron la fotografía como una forma de arte sobre todo desde, aproximadamente, 1850. No fue hasta 1890 cuando se abrieron los primeros estudios de fotografía dirigidos por mujeres en Nueva York.
Siguiendo la trayectoria de la asociación británica de fotografía The Linked Ring, que promovió la fotografía artística desde finales del siglo XIX, Alfred Stieglitz animó a varias mujeres a unirse al movimiento artístico Photo-Secession fundado en 1902 y vinculado al llamado Pictorialismo. En Viena, Dora Kallmus fue pionera en el uso de los estudios fotográficos como lugares de moda para el encuentro de la aristocracia austro-húngara.
En Estados Unidos, las primeras mujeres vinculadas con la fotografiadas como amateurs produjeron numerosos trabajos que llegaron a exhibirse en exposiciones clave. No sólo realizaron retratos de celebridades y nativos americanos, también fotografiaron paisajes, especialmente desde el comienzos del siglo XX. La implicación de las mujeres en el fotoperiodismo también dio sus primeros pasos en el siglo XIX, pero solo ha sido reseñada su participación a partir de sus trabajos fotográficos en la Primera Guerra Mundial.

## Fotógrafas pioneras
Mientras el trabajo de los hombres ingleses y franceses en el desarrollo del proceso fotográfico está bien documentado, la aportación de las mujeres en la génesis de este medio ha tenido mucha menor atención.

### Los principios
Es importante asumir que las mujeres estuvieron implicadas en la fotografía desde sus comienzos. Constance Fox Talbot, esposa de Henry Fox Talbot, uno de los representantes clave en el desarrollo de la fotografía en 1830 y 1840, experimentó con el proceso desde 1839. Richard Ovenden atribuye a Constance una imagen borrosa de un corto verso del poeta irlandés Thomas Moore, esto la convertiría en la primera fotógrafa conocida de la historia.
Anna Atkins, una científica botánica, también trabajó junto a Fox Talbot y se cree que fue con él con quien aprendió la técnica del "dibujo fotográfico",  así como el proceso del calotipo. Después de dominar también el proceso de la Cianotipia junto a su inventor, John Herschel, produjo sus conocidos fotogramas de algas secas. Atkins llegó a publicar estas imágenes en 1843 en su libro Photographs of British Algae: Cyanotype Impressions, conocido por ser el primer libro con ilustraciones fotográficas.

Otro botánico y entusiasta fotógrafo amateur, John Dillwyn Llewelyn,  posiblemente fue introducido a la fotografía gracias a su mujer Emma Thomasina Talbot, prima de Fox Talbot, quien había mostrado un interés temprano por la fotografía y los procesos de impresión.

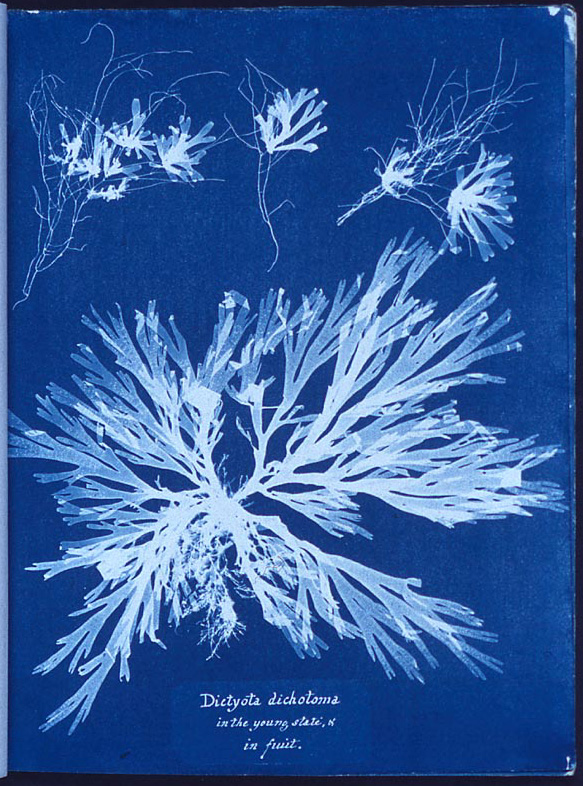
Anna Atkins: "Dictyota dichotoma, in young state and in fruit" (cyanotype, 1843)
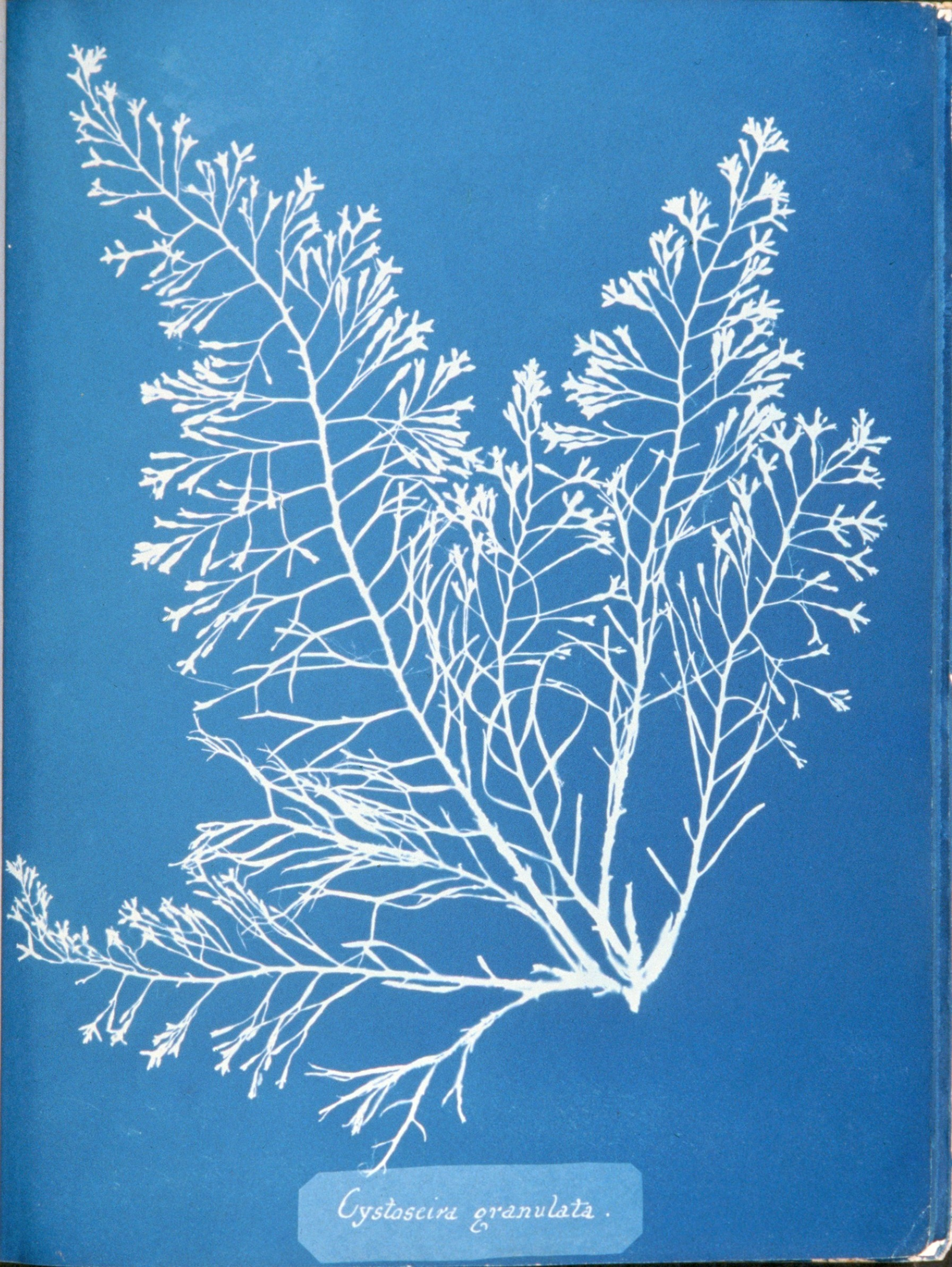
Anna Atkins: "Cystoseira granulata" (cyanotype, 1843)

### Las primeras profesionales
En Francia, Geneviève Élisabeth Disdéri fue una de las primeras profesionales en el negocio fotográfico. Junto con su marido, André-Adolphe-Eugène Disdéri recordado por patentar las llamadas cartas de visita, abrió un estudio de daguerrotipos en Brest a finales de 1840. Después de que Disdéri se marchó a París en 1847,  ella continuó llevando el negocio sola. Bertha Wehnert-Beckmann fue, probablemente, una de las primeras fotógrafas profesionales de Alemania. En 1843,  abrió un estudio en Leipzig junto a su marido y se encargó del negocio cuando este murió en 1847. Emilie Bieber abrió un estudio de daguerrotipos en Hamburgo en 1852. Tras unos comienzos difíciles, el negocio mejoró y ella se hizo cargo de todo hasta 1885 cuando lo traspasó a su sobrino. En los Estados Unidos, se conoce a Sarah Louise Judd (1802–1886) por sus tempranos daguerrotipos realizados en Minnesota en 1848.

Thora Hallager fue una de las primeras fotógrafas de Dinamarca,  probablemente comenzó su andadura profesional en Copenhague a principios de 1850. Es recordada sobre todo por el retrato que hizo a Hans Christian Andersen en 1869. Asimismo, en Suecia, numerosas mujeres introdujeron el negocio fotográfico en una etapa temprana. Brita Sofia Hesselius realizó daguerrotipos en Karlstad desde 1845, y Marie Kinnberg fue una de las primeras fotógrafas en utilizar nuevas técncicas fotográficas en Gotenburgo en 1851-52.
Hilda Sjölin se convirtió en fotógrafa profesional en Malmö en 1860 y abrió un estudio en esta misma ciudad al año siguiente. Mientras, Sofía Ahlbom incluyó la fotografía entre las artes plásticas con sus trabajos realizados en la década de los 60 del siglo XIX. En 1864, Bertha Valerius fue nombrada en Estocolmo fotógrafa oficial del Tribunal Real de Suecia. En 1860 había, al menos, 15 fotógrafas registradas en Suecia, tres de ellas, Rosalie Sjöman, Caroline von Knorring y Bertha Valerius, muy reconocidas en su profesión. En 1888, Anna Hwass, se convirtió en la primera mujer miembro de la Sociedad Fotográfica Sueca.
Alwina Gossauer (1841–1926) fue una de las primeras fotógrafas profesionales de Suiza.

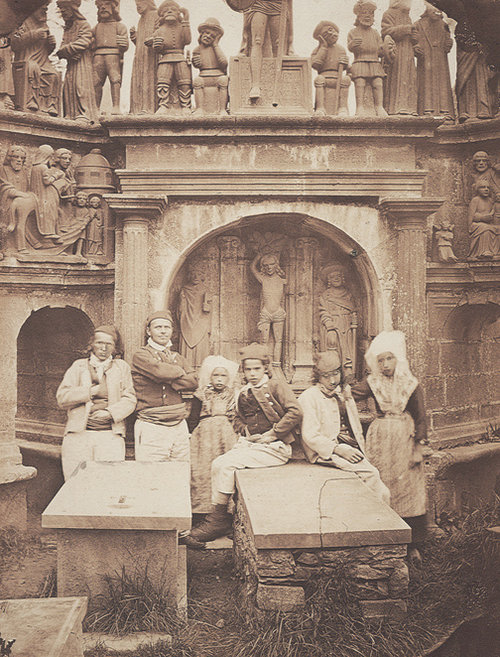
Geneviève Élisabeth Disdéri: Cementerio de Plougastel (1856)
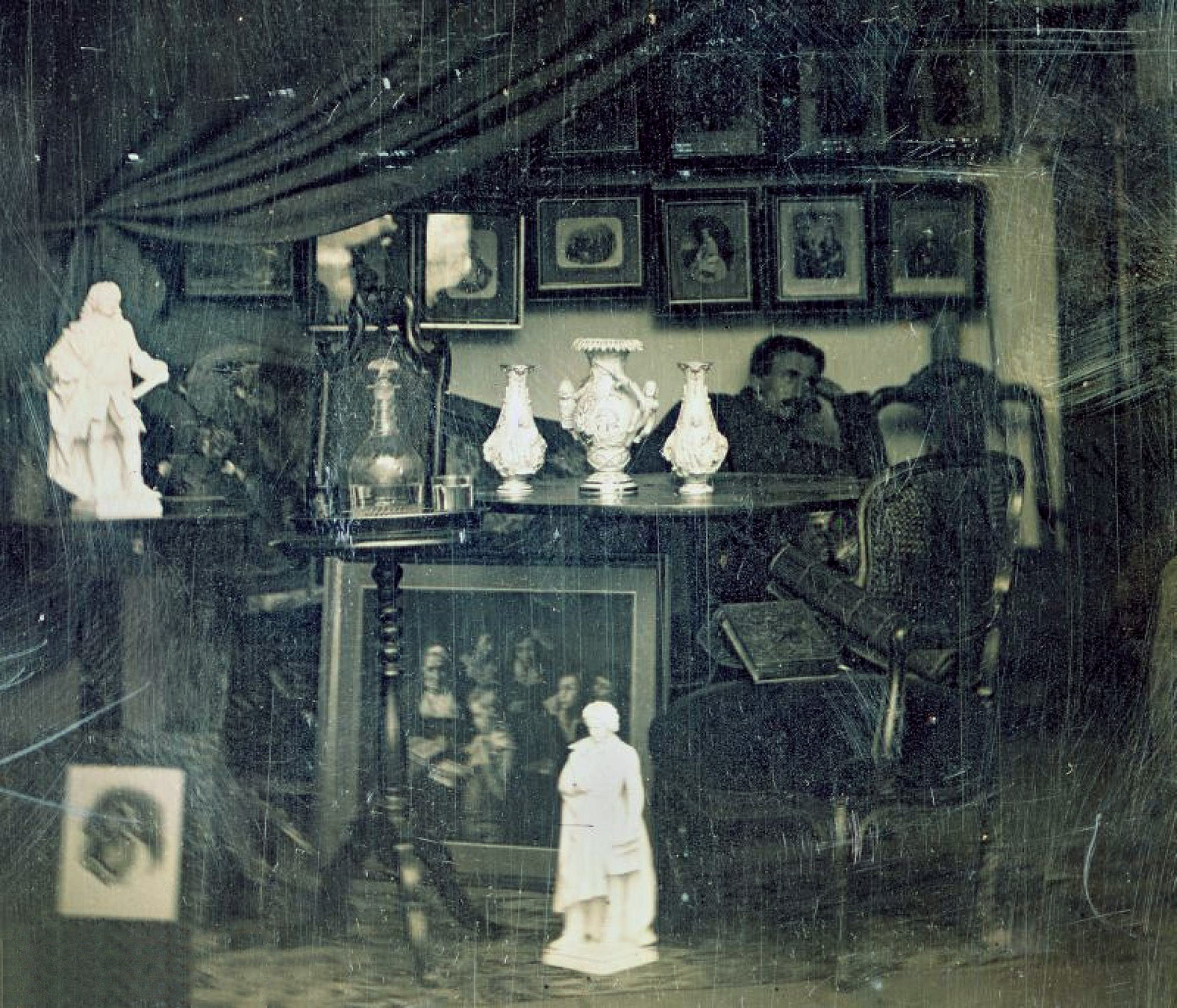
Bertha Wehnert-Beckmann: El Wehnert-Beckmann estudio (c. 1850)
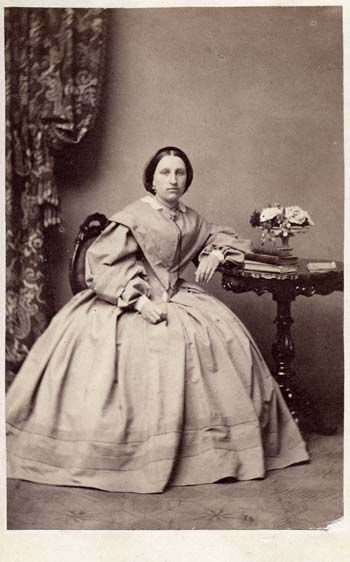
Hilda Sjölin: Retrato de Ida Hultgren (1863)
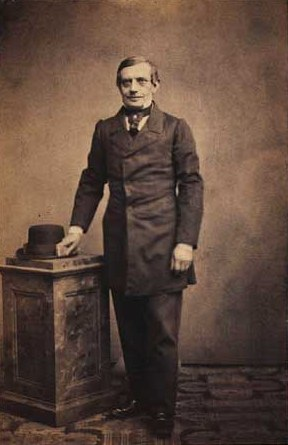
Thora Hallager: Niels Frederik Larsen (1863)
Thora Hallager: Hans Christian Andersen (1869)

### Artistas pioneras
Dos británicas son recordadas por sus contribuciones tempranas a la fotografía artística. A finales de 1850, Lady Clementina Hawarden empezó a tomar fotografías. Sus primeras imágenes eran paisajes del estado Hawarden en Dundrum, Irlanda. Después de que su familia se trasladara a Londres, en 1862 convirtió el primer piso de su casa de South Kensington en un estudio fotográfico, llenándolo con atrezo y utillería que pueden incluso apreciarse en sus fotografías. Se especializó en retratos, sobre todo de su dos hijas mayores ataviadas con los trajes de la época. Su trabajo ganó la medalla de plata en la exposición de la Royal Photographic Society en 1863 y 1864. Aún más reconocida por su temprano trabajo artístico es Julia Margaret Cameron. A pesar de que su interés por la fotografía no comenzó hasta 1863, cuando tenía 48 años, conscientemente tomó la fotografía como una forma de expresión artística capturando centenares de retratos de niños y celebridades. Mientras su tendencia a utilizar a lo largo de toda su vida el desenfoque (efecto conocido posteriormente como el flou artístico) fue frecuentemente criticada como una deficiencia técnica, más tarde esta característica se interpretó como básica para el movimeinto Pictorialista de principios del siglo XX y, hoy en día, es ampliamente apreciada. Caroline Emily Nevill y sus dos hermanas expusieron en la Royal Photographic Society en 1854 y contribuyeron con sus notables vistas arquitectónicas de Kent utilizando la técnica de los negativos de papel encerado (waxed-papel negatives). En Italia, Virginia Oldoini (conocida como la Condesa de Castiglione), aparentemente amante de Napoleón III, se interesó por la fotografía en 1856, capturando los momentos más relevantes de su vida en centenares de autorretratos, a menudo posando con trajes teatrales.

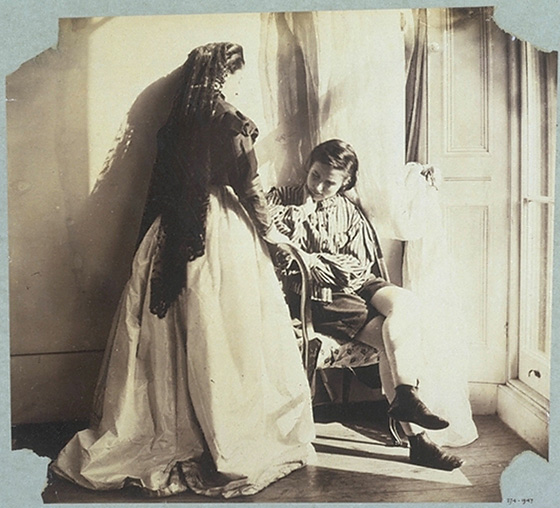
Clementina Hawarden: Sus hijas Clementina Maude e Isabella (1861)
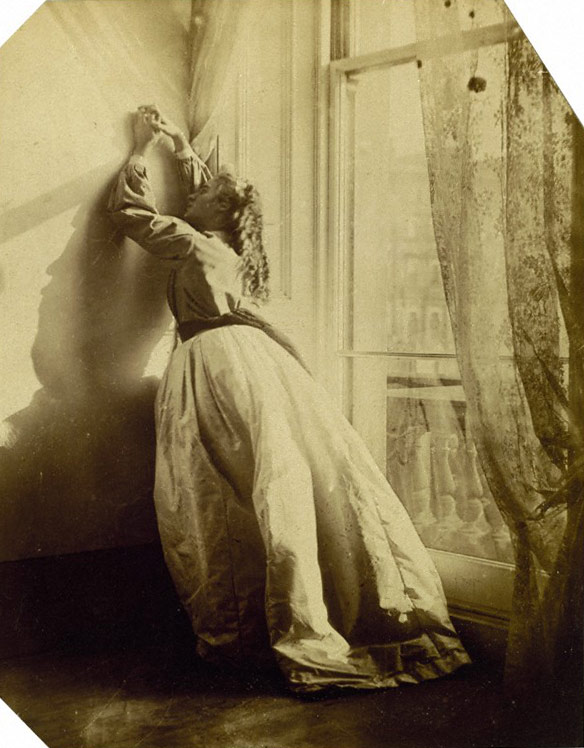
Clementina Hawarden: Clementina Maude en una pose dramática (c. 1862)
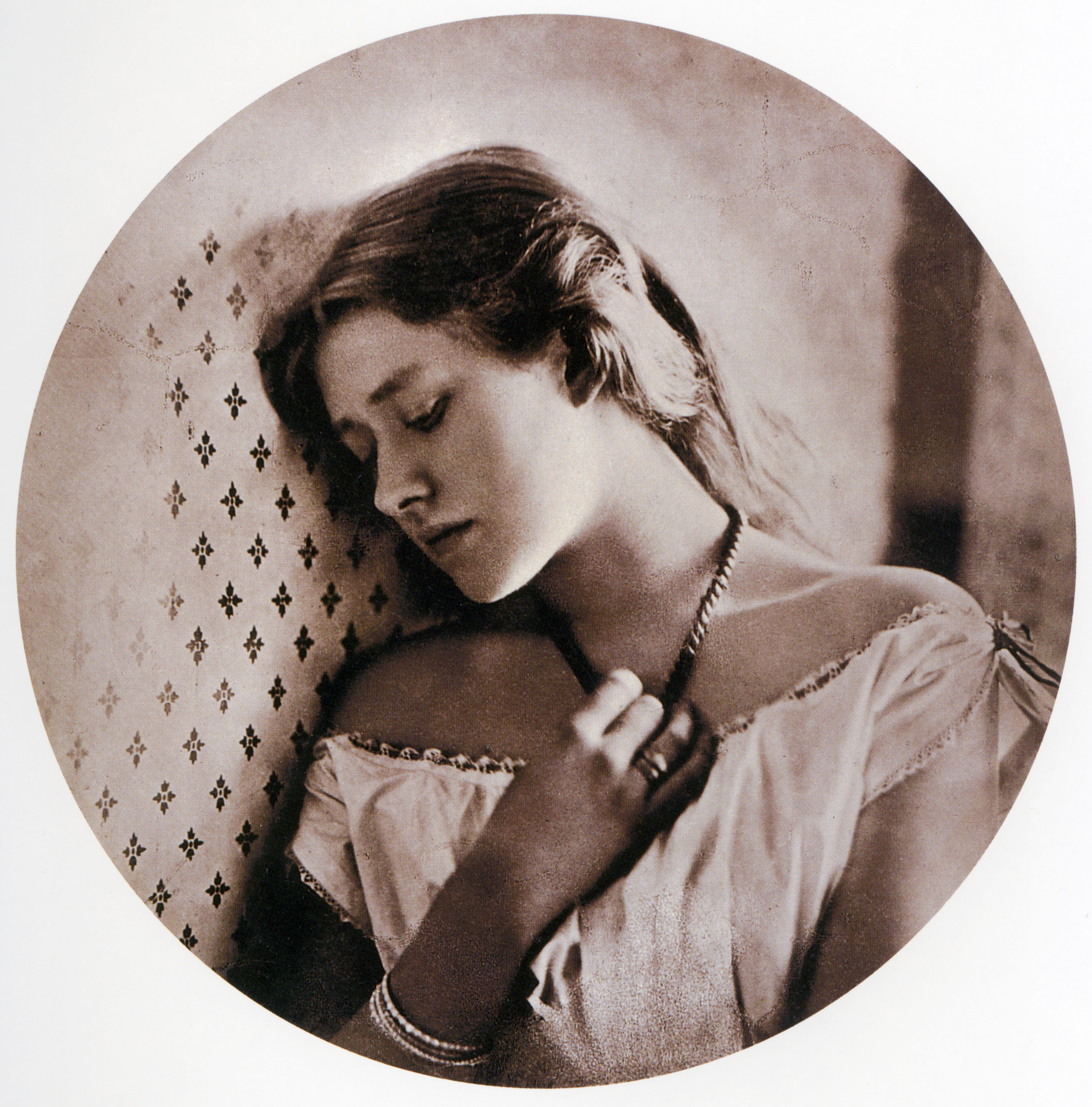
Julia Margaret Cameron: "Tristeza" (1864)
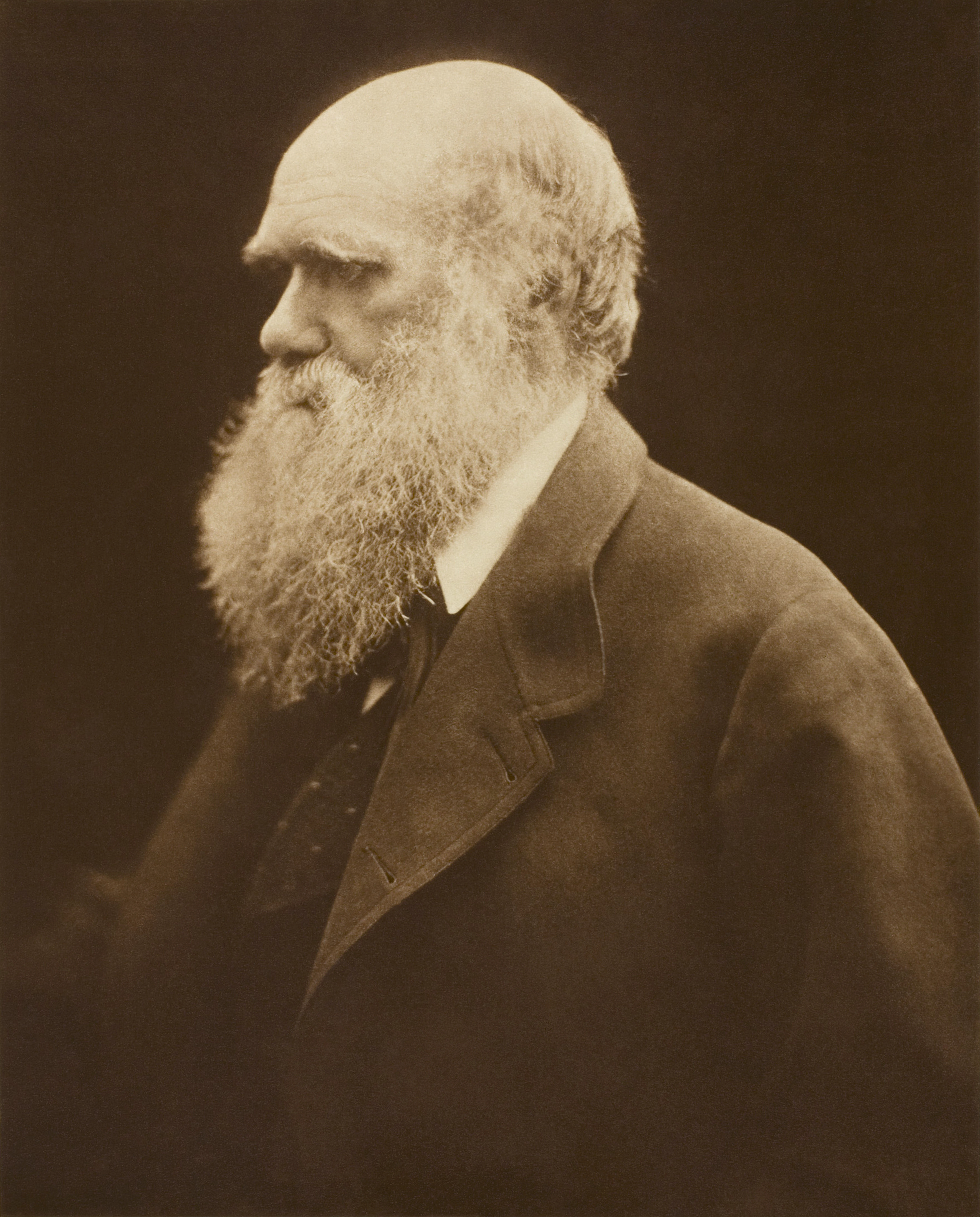
Julia Margaret Cameron: Retrato de Charles Darwin (1868)
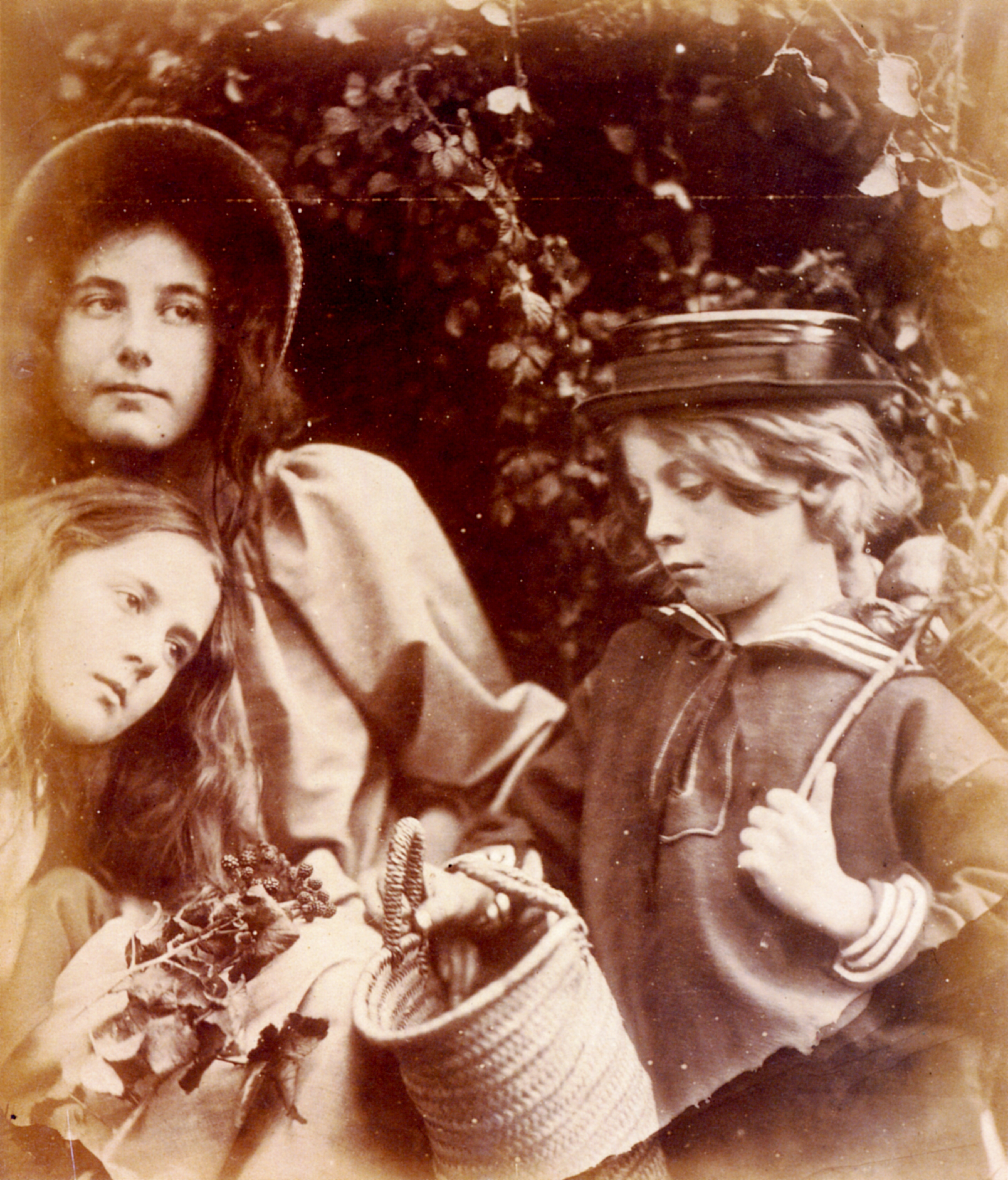
Julia Margaret Cameron: "Blackberry Gathering" (c. 1869)

### Trabajo de estudio en elsigloXIX
Un número importante de mujeres danesas inauguraron sus estudios fotográficos en el siglo XIX. Frederikke Federspiel (1839–1913), quién había aprendido fotografía con su familia en Hamburgo, abrió un estudio en Aalborg a mediados de la década de 1870. Mary Steen hizo lo mismo en Copenhague en 1884 cuándo tenía tan sólo 28 años, pronto se convirtió en la primera fotógrafa de la corte danesa que realizó retratos de la princesa Alejandra de Dinamarca en 1888. Benedicte Wrensted (1859–1949) abrió un estudio en Horsens en la década de los 80 del siglo XIX antes de emigrar a Estados Unidos donde fotografió a nativos americanos en Idaho.
Después de estudiar fotografía en la Universidad de Westminster, Alice Hughes (1857–1939) abrió un estudio en Gower Street, Londres, en 1891, y pronto se convirtió en la fotógrafa principal de la aristocracia británica y de niños y mujeres de moda. En el momento más álgido de su carrera, llegó a dar empleo a 60 mujeres y a realizar hasta 15 sesiones fotográficas en un día. En Japón, Shima Ryū junto con su marido Shima Kakoku, abrió un estudio en Tokio alrededor de 1866. En Nueva Zelanda, Elizabeth Pulman fue la asistente fotográfica de su marido George en su estudio de Auckland en 1867. Tras la muerte de este en 1871, ella se encargó del negocio hasta poco antes de su defunción en 1900.

Una de las primeras fotógrafas que abrió un estudio en Nueva York fue Alice Boughton quien había estudiado arte y fotografía en la Pratt School of Art and Design. En 1890,  abrió un estudio en la Calle 23 (Manhattan) al este de la ciudad y se convirtió en una de las fotógrafas de retratos más conocidas de Nueva York. Zaida Ben-Yusuf, de ascendencia alemana y argelina, emigró de Gran Bretaña a Estados Unidos en 1895 donde estableció un estudio de retratos en la conocida Quinta Avenida de Nueva York en 1897 para fotografiar celebridades.

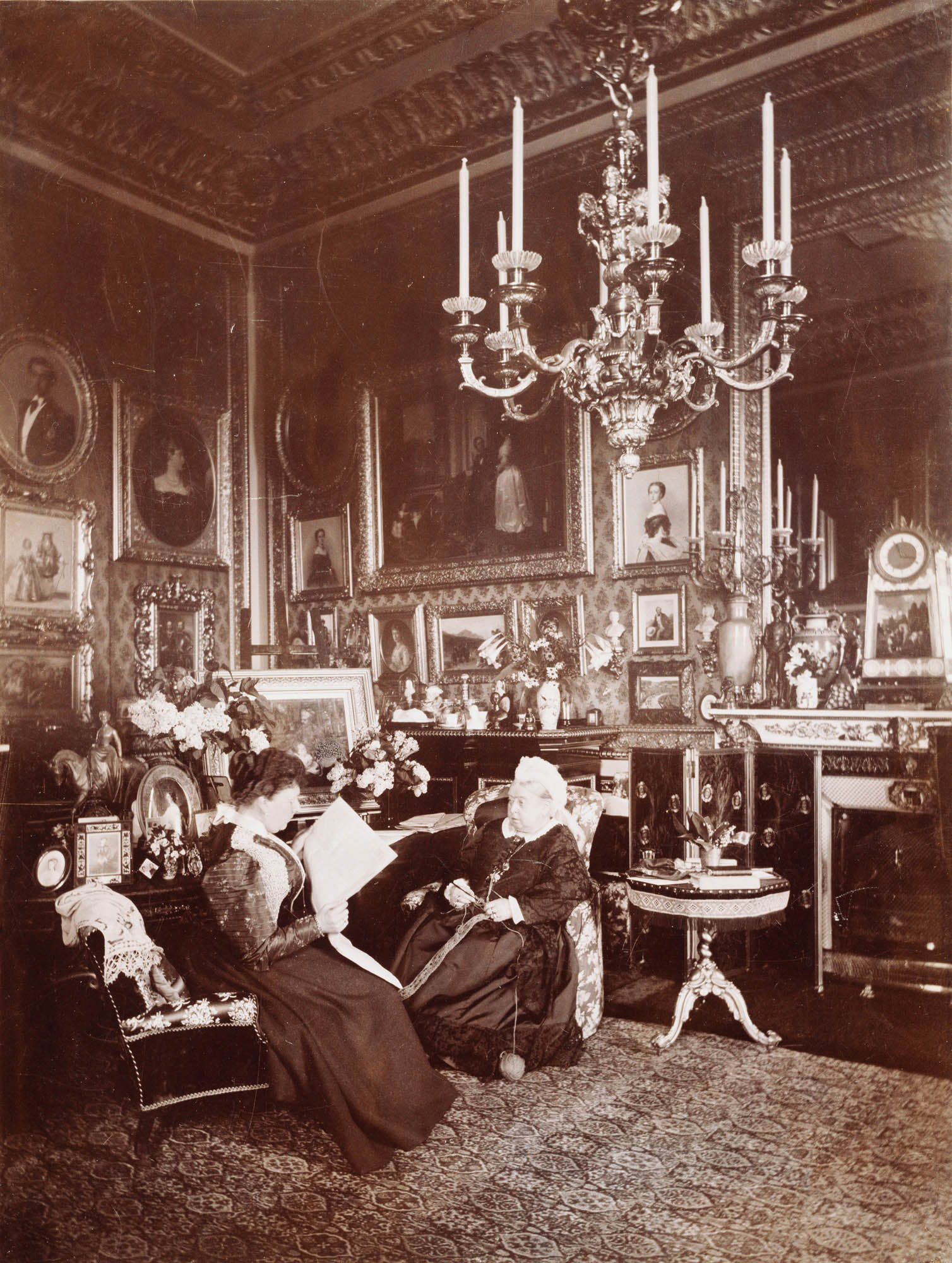
Mary Steen: La Reina Victoria con la Princesa Beatrice en el Castillo de Windsor (1895)
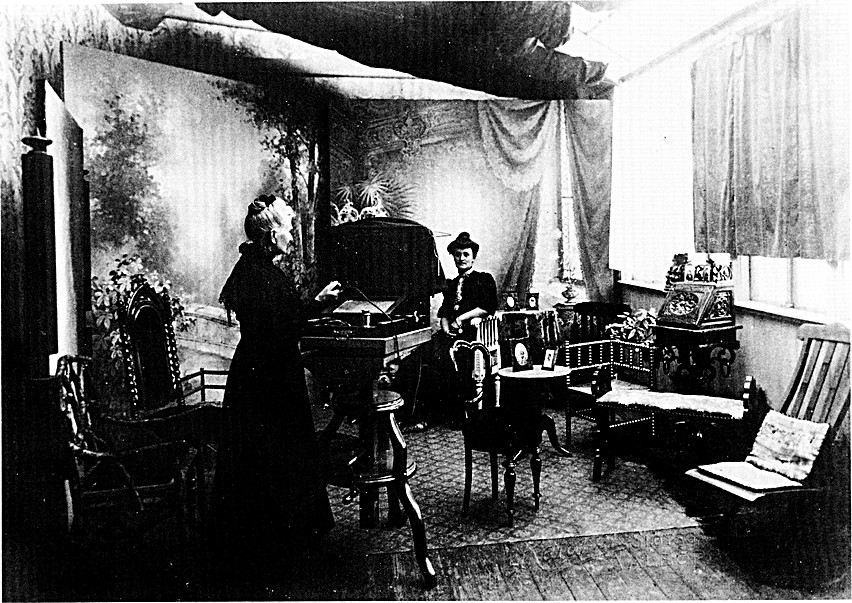
Frederikke Federspiel con un cliente en su estudio de Aalborg (1910)
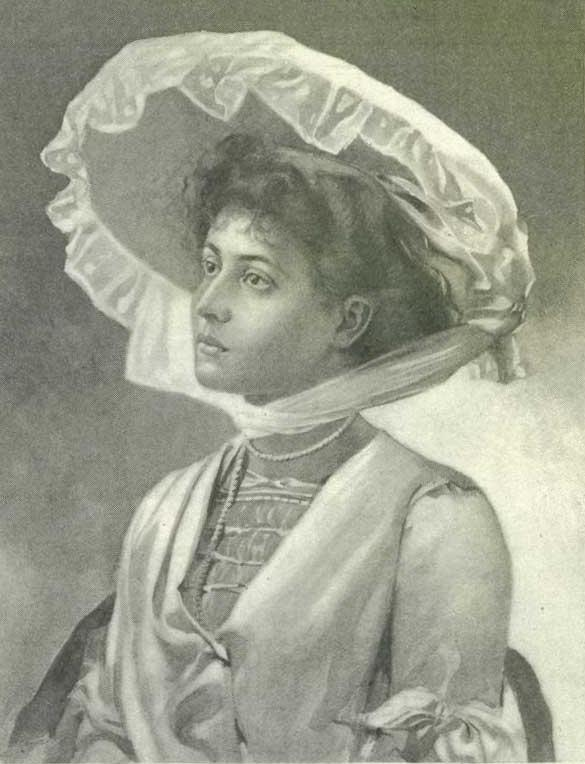
Alice Hughes: Pauline Waldorf Astor (1904)
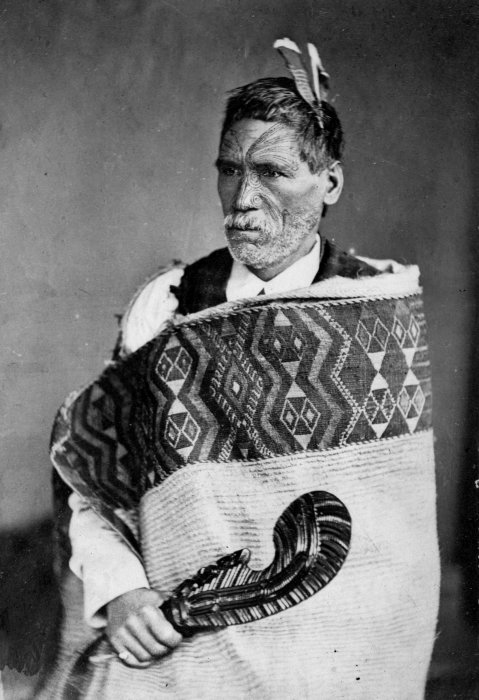
Elizabeth Pulman: Rewi Manga Maniapoto (1879)
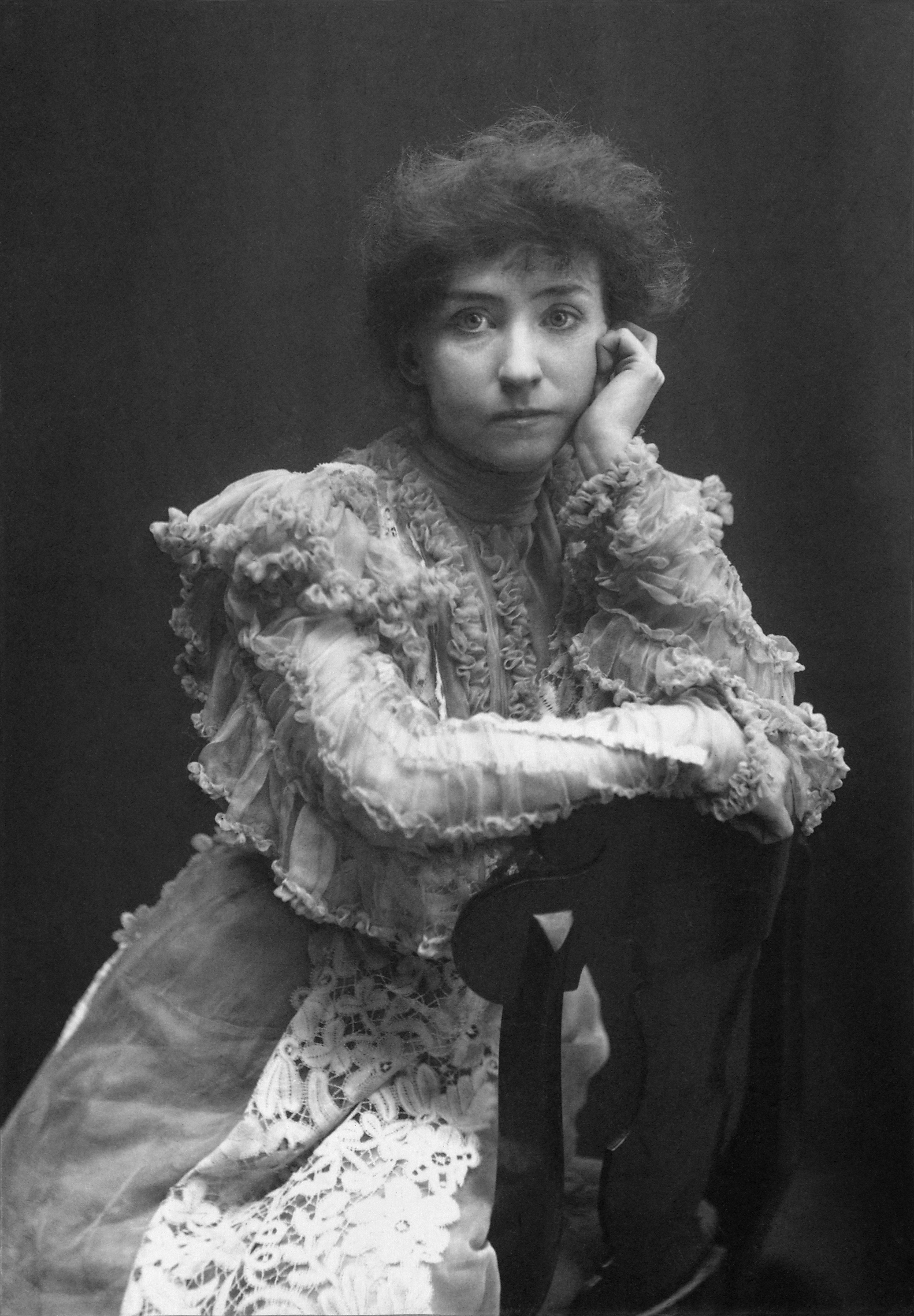
Zaida Ben-Yusuf: Señora Fiske, "Love find the way" (1896)

## El pictorialismo
El uso de la fotografía como una forma de arte existe casi desde el comienzo de este medio, pero no será hasta finales del siglo XIX o principio del XX, bajo la influencia del americano Alfred Stieglitz, que su potencial artístico, vinculado al pictorialismo, devenga ampliamente reconoció. Entre las socias más cercanas de Stieglitz destacan Gertrude Käsebier (1852–1934) y Eva Watson-Schütze (1867–1935) que volvió a la fotografía tras estudiar arte y estuvo comprometida con el desarrollo de la fotografía artística. Su vínculo con Stieglitz se prolongó hasta 1902 cuando fundaron el movimiento Photo-Secession. Tomaron retratos relevantes por su composición que fueron presentados en exposiciones influyentes. Además, Käsebier es recordada por sus retratos de nativos americanos y pronto se convirtió en una de las fotógrafas profesionales más reconocidas de los Estados Unidos. Otra destacada pictorialista fue la ayudante de Käsebier, la ya citada Alice Boughton y, también, Anne Brigman (1869–1950) con sus imágenes de mujeres desnudas. Mary Devens (1857–1920), que experimentó con técnicas de impresión, fue como Käsebier un miembro electo del Linked Ring, asociación británica que precedió a la Photo-Secession en la promición de la fotografía como una forma de arte. La canadiense de origen alemán Minna Keene (1861–1943) fue también una de las primeras mujeres integrantes del Linked Ring.

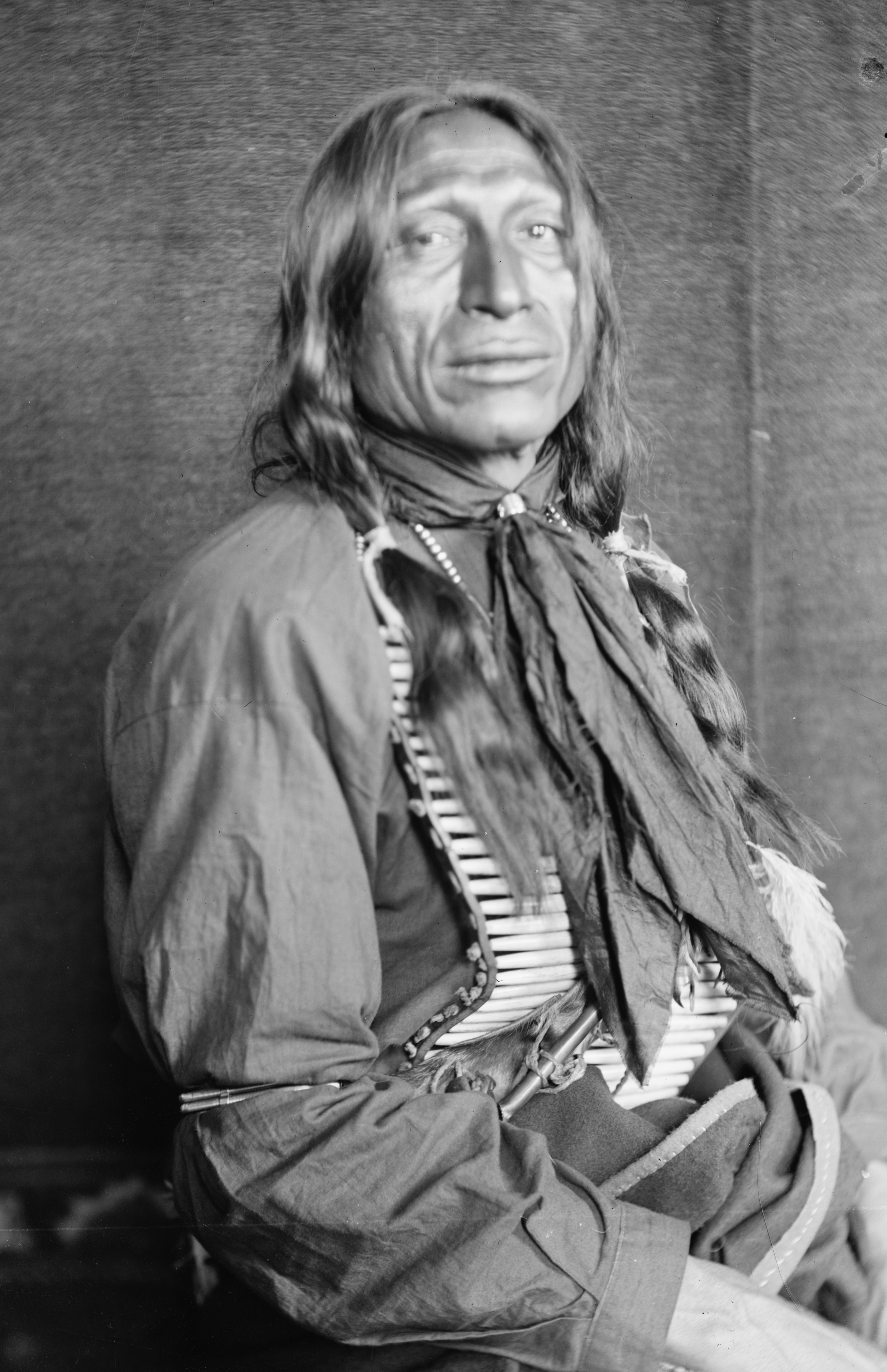
Gertrude Käsebier: Jefe Cola de Hierro (1898)
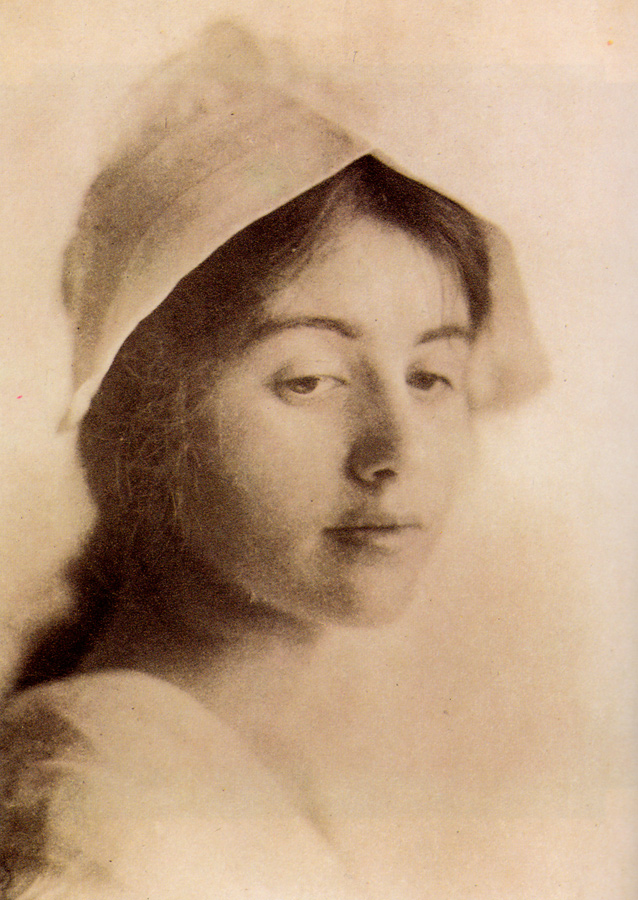
Eva Watson-Schütze: Estudio de cabeza (1900)
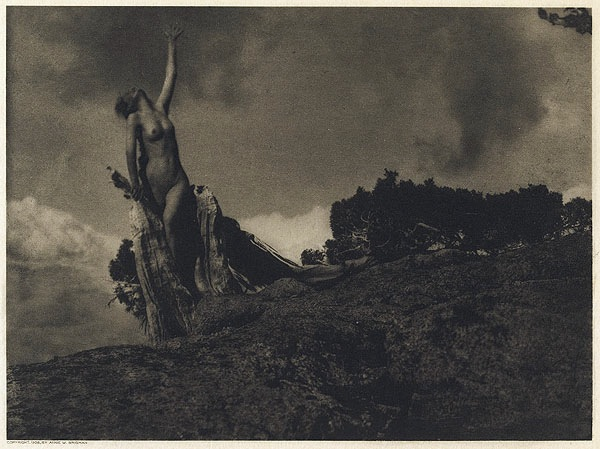
Anne Brigman: "Soul of the Blasted Pine" (1908)
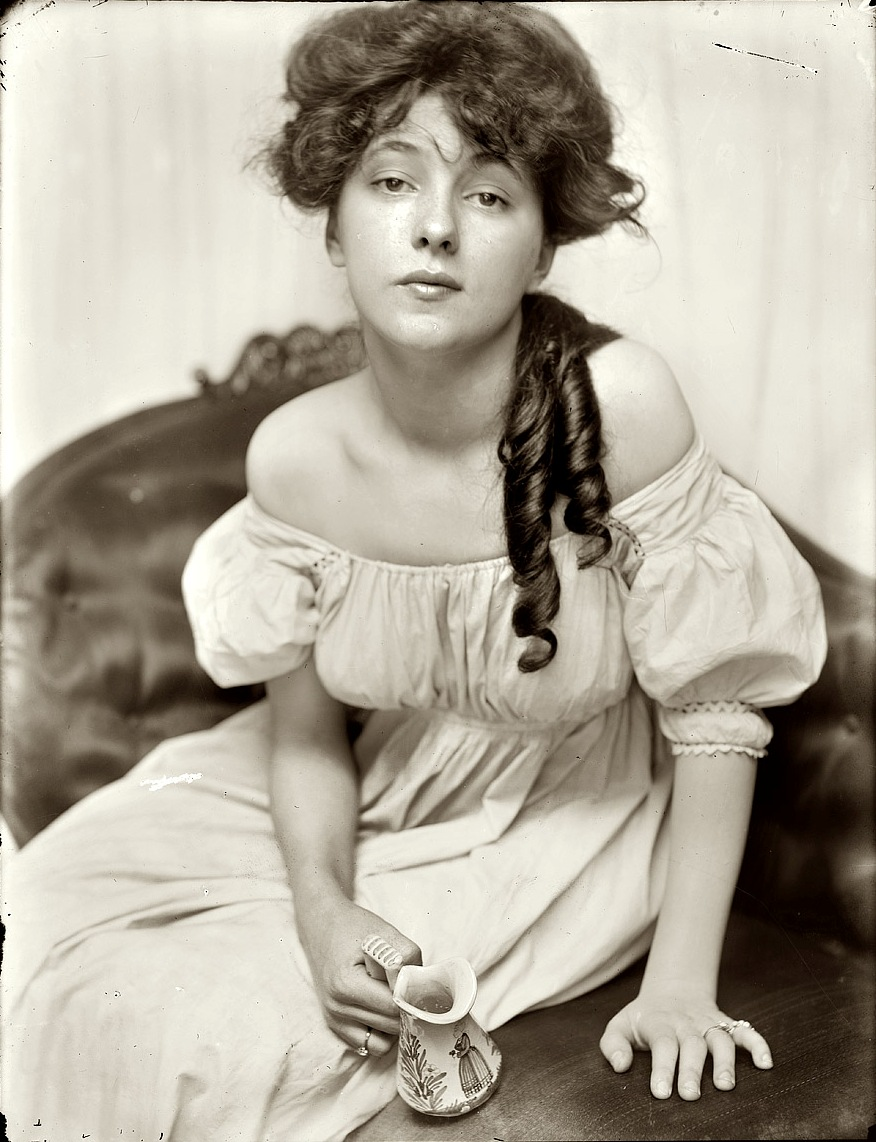
Gertrude Käsebier: Miss N, retrato de Evelyn Nesbit (1903)
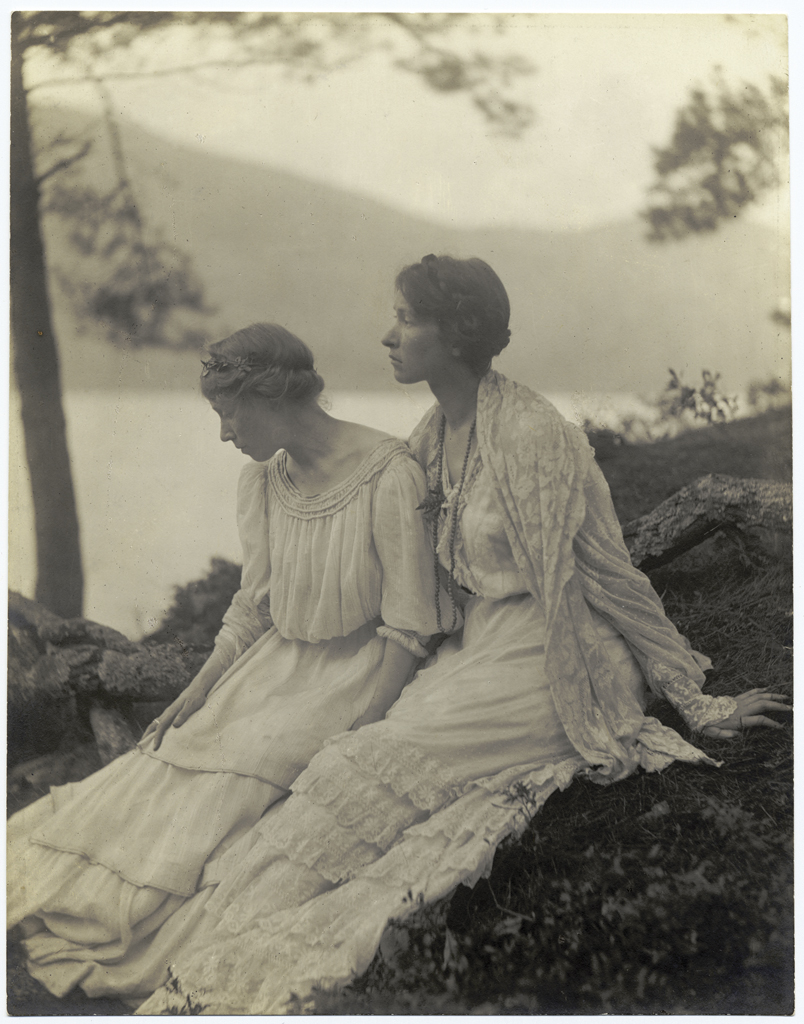
Alice Boughton: Dos Mujeres bajo un árbol (1906)

## Fotógrafas de Viena
Será en la Viena prebélica, probablemente más que en cualquier otra ciudad europea, donde encontremos más estudios de fotografía dirigidos por mujeres, especialmente mujeres judías. Estos estudios superaban ampliamente a aquellos dirigidos por hombres. Más de 40 mujeres tuvieron estudios en esta ciudad, pero de todos el más conocido fue indudablemente el de Dora Kallmus (1881–1963). Conocida como Madame d'Ora, se convirtió en miembro de la Sociedad Fotográfica de Viena en 1905 y abrió un estudio allí en 1907. Tras obtener éxito entre la aristocracia Austro-Húngara, abrirá su segundo estudio en París junto a su compañero Arthur Benda, dominando la sociedad y la escena de fotográfica de moda en los años 30 del pasado siglo XX. Además de su función fotográfica, los estudios de Dora Kallmus se convirtieron en sitios de moda para la élite intelectual. Otras fotógrafas con carreras exitosas en Viena fueron Trude Fleischmann (1895–1990), quien obtuvo buena parte de su fama gracias a una serie de desnudos de la bailarina Claire Bauroff antes de mudarse a Nueva York, y Claire Beck Loos (1904–1942) que murió en un campo de concentración Nazi en Riga. Margaret Michaelis-Sachs (1902–1985), quien finalmente emigró a Australia, también comenzó su carrera fotográfica en Viena. Será recordada por sus imágenes del mercado judío en Cracovia tomadas en los años 30.

## La participación estadounidense
Peter E. Palmquist investigó la historia de las mujeres fotógrafas en California y el Oeste americano de 1850 a 1950. Palmquist encontró que en el siglo XIX alrededor del 10% de todos los fotógrafos en esta área eran mujeres,  en 1910 la cifra ya ascendía aproximadamente al 20%. En esta época, la mayoría de las mujeres que trabajan comercialmente estaban casadas con un fotógrafo formando así parejas de profesionales fotográficos. De hecho, hasta 1890, cualquier mujer que trabajara por su cuenta era considerada como una persona osada. Cuando la situación cambio algo para las mujeres, aparecieron más fotógrafas amateurs y comenzaron a participar en organizaciones fotográficas.

### Retratos
Marian Hooper Adams (1843–1885) fue una de las primeras fotógrafas retratistas de América campturando retratos de familiares, amigos y políticos desde 1883. Sarah Choate Sears (1858–1935) obtuvo atención internacional como fotógrafa amateur tras producir buenos retratos y estudios de flora. Pronto se convirtió en miembro del Linked Ring londinense y de la Photo-Secession. Elizabeth Buehrmann de Chicago (c. 1886–1963) se especializó en tomar retratos de importantes hombres de negocios y mujeres de la alta sociedad en sus propias casas a principios del siglo XX, y fue miembro del famoso Photo-Club de París en 1907. Caroline Gurrey (1875–1927) es recordada por sus series de niños mestizos tomados en Hawái desde 1904. Muchas de estas fotografías estuvieron expuestas en la Alaska–Yukon–Pacific Exposition en Seattle. Doris Ulmann (1884–1934) empezó como fotógrafa pictorialista amateur y se convirtió en fotógrafa profesional en 1918. Además de retratos de destacados intelectuales, documentó los habitantes de los pueblos de montaña del sur, especialmente los Apalaches.

En los años 30 del pasado siglo XX, Consuelo Kanaga (1894–1978) fotografió a muchos conocidos artistas y escritores destacando como una de las pocas fotógrafas en producir retratos artísticos. Su fotografías de esbeltas mujeres negras y niños fueron incluidas en la exposición de Edward Steichen, The Family of Man, en 1955. Ruth Harriet Louise (1903–1940) fue la primera fotógrafa activa en Hollywood donde dirigió el estudio de retratos de la Metro-Goldwyn-Mayer de 1925 a 1930 fotografiando a numerosas estrellas como Greta Garbo y Joan Crawford.

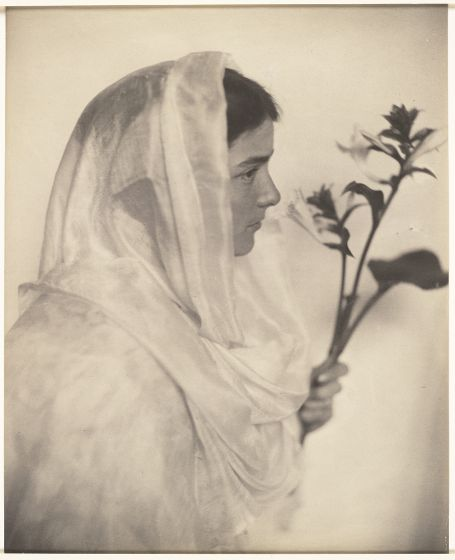
Sarah Choate Sears: mujer joven con lirios (c. 1900)
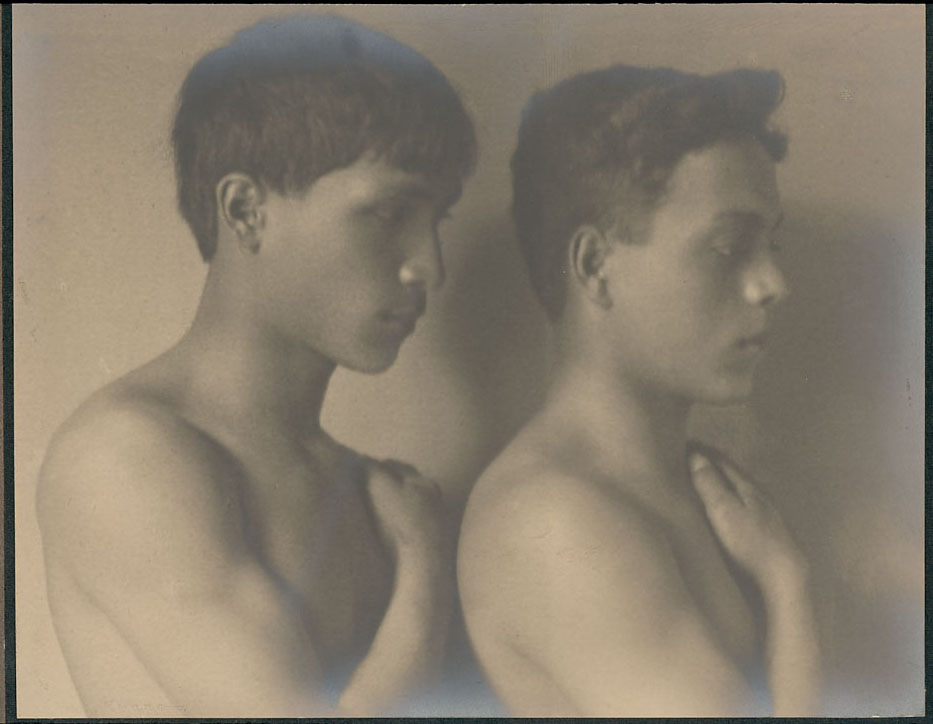
Caroline Gurrey: Retrato de un chico japonés-hawaiiano y un portugués- hawaiiano (1909)
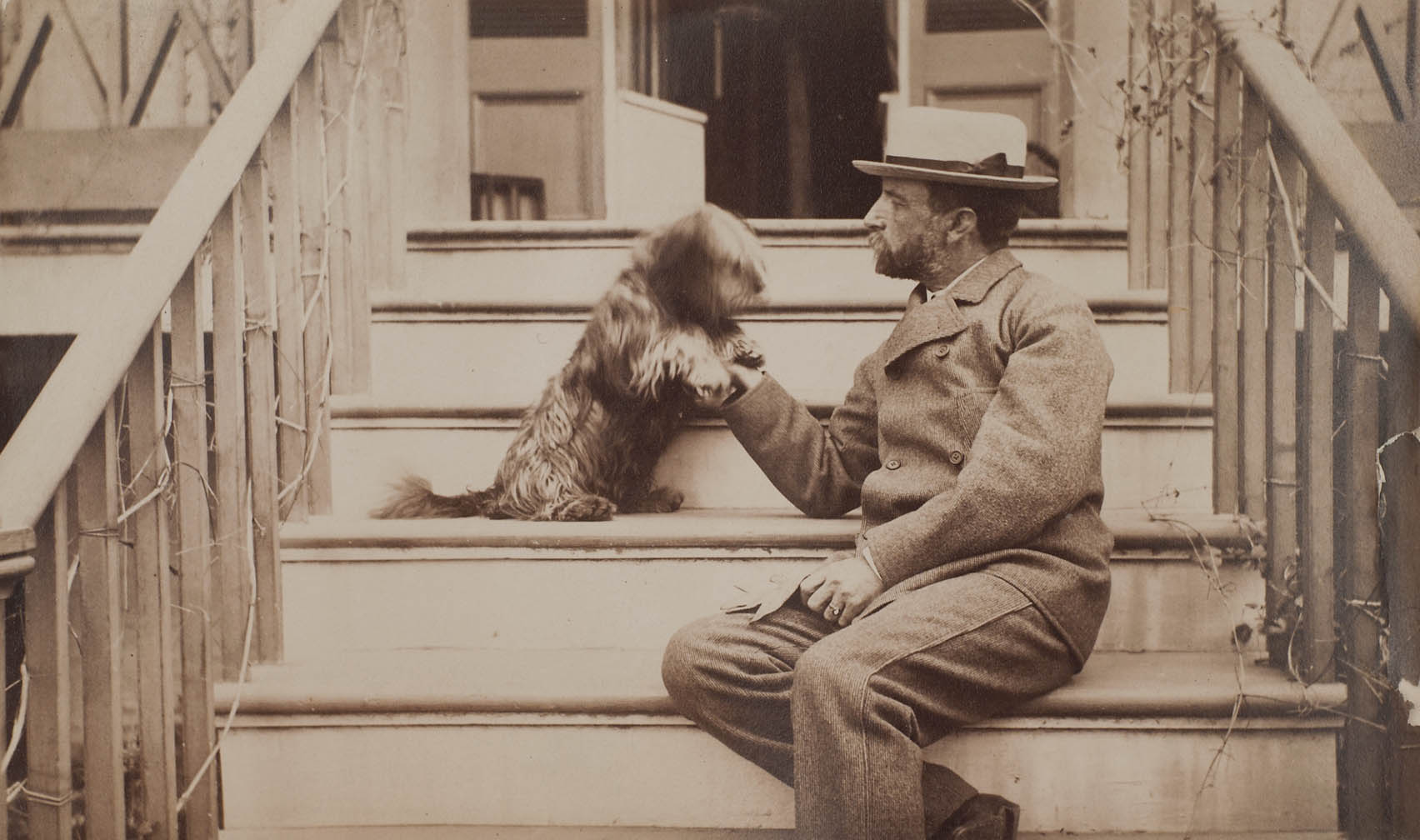
Marian Hooper Adams: H. Adams & Marquis (c. 1883)
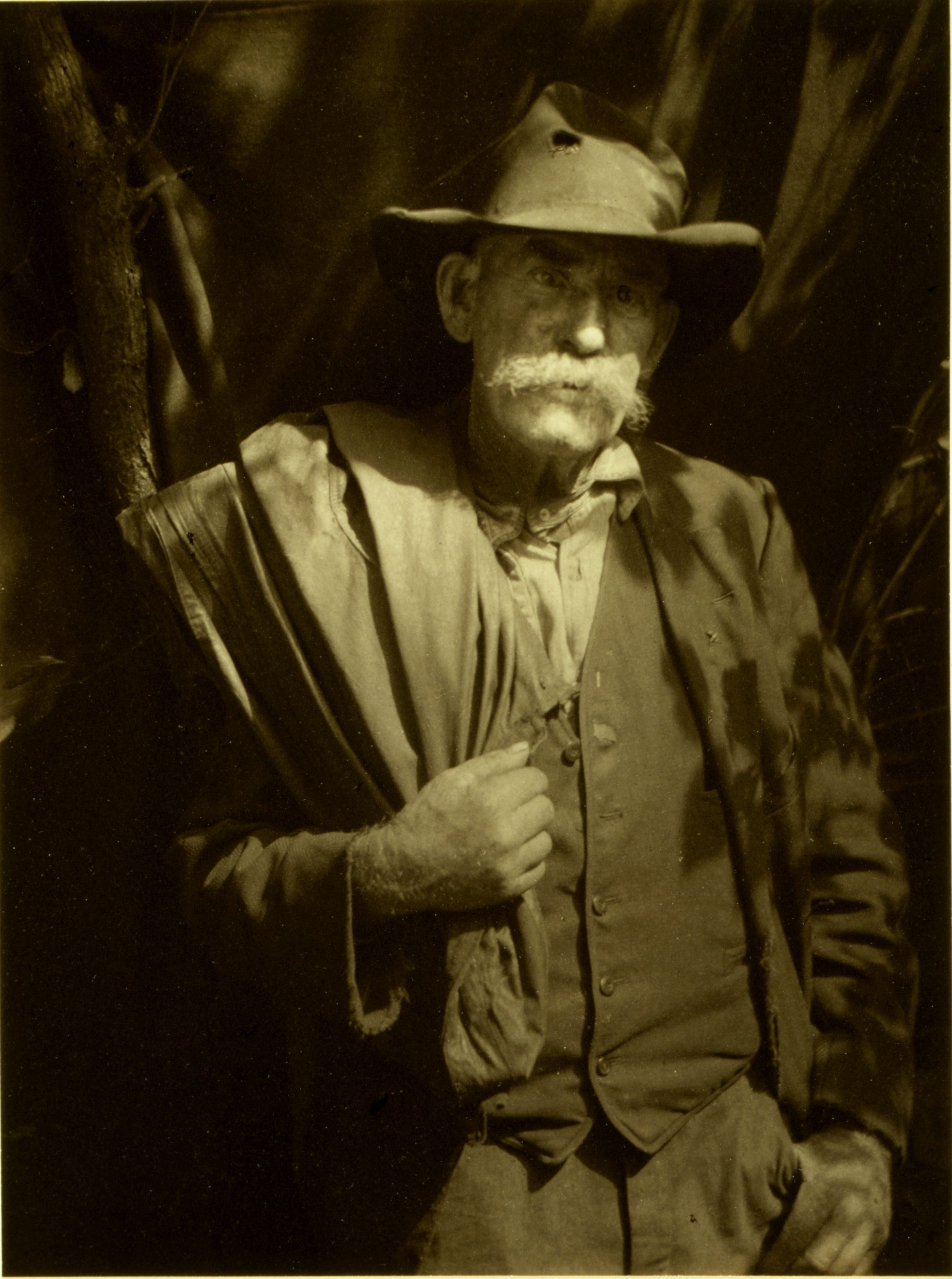
Doris Ulmann: Alpinista del sur (c. 1928)
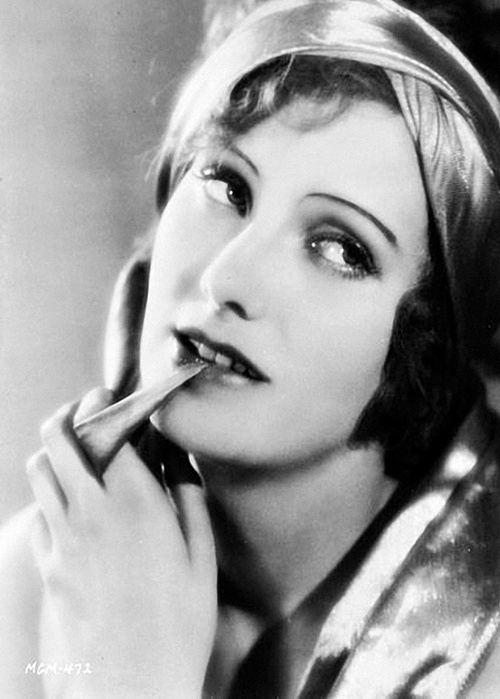
Ruth Harriet Louise: Greta Garbo (1927)

### Paisajes y fotografía de calle
Sarah Ladd (1860–1927) empezó a hacer fotografías de paisaje en Oregón a finales del siglo XIX. Sus imágenes del Columbia River, que reveló en un cuarto oscuro de una casa flotante, fueron exhibidas en 2008 en el Portland Art Museum. La británica Evelyn Cameron (1868–1928) tomó una extensa serie de impresionantes fotografías de Montana y sus habitantes a finales del siglo XIX. Redescubiertas en los años 70,  fueron publicadas en el libro Photographing Montana 1894–1928: The Life and Work of Evelyn Cameron.
Laura Gilpin (1891–1979), tutorizada por Gertrude Käsebier, es recordada por sus fotografías de nativos americanos y paisajes del Suroeste, especialmente aquellos tomados en la década de los años 30 del pasado siglo XX. Berenice Abbott (1898–1991) es más conocida por sus fotografías en blanco y negro de Nueva York desde 1929 a 1938. Gran parte de su trabajo fue creado bajo el Federal Art Project. Una primera selección de estas imágenes fueron publicadas en el libro Changing New York en 1939. Esta fotografías son una crónica histórica de muchos edificios y barrios de Manhattan actualmente destruidos.

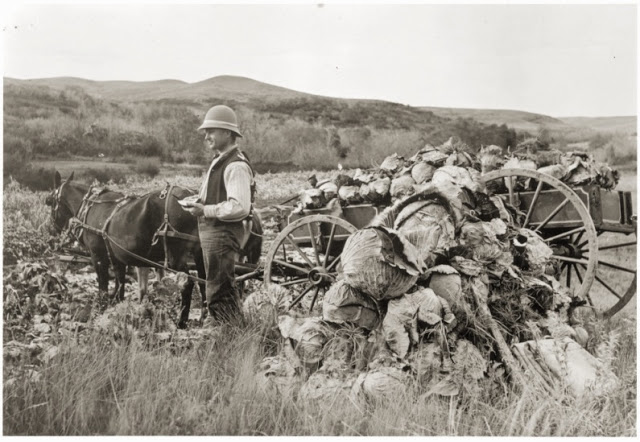
Evelyn Cameron: Alec Flor, su hermano (1898)
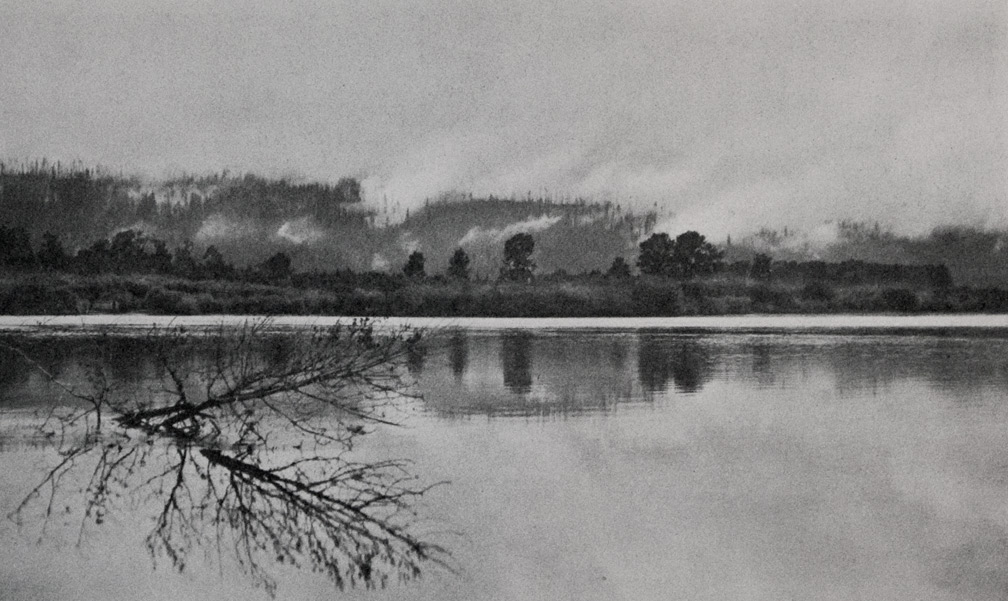
Sarah Ladd: Mañana sobre Vancouver (1905)
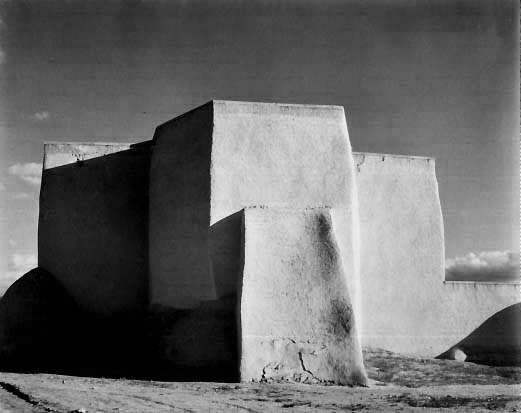
Laura Gilpin:  Iglesia de la Misión en el Rancho de Taos (1930)
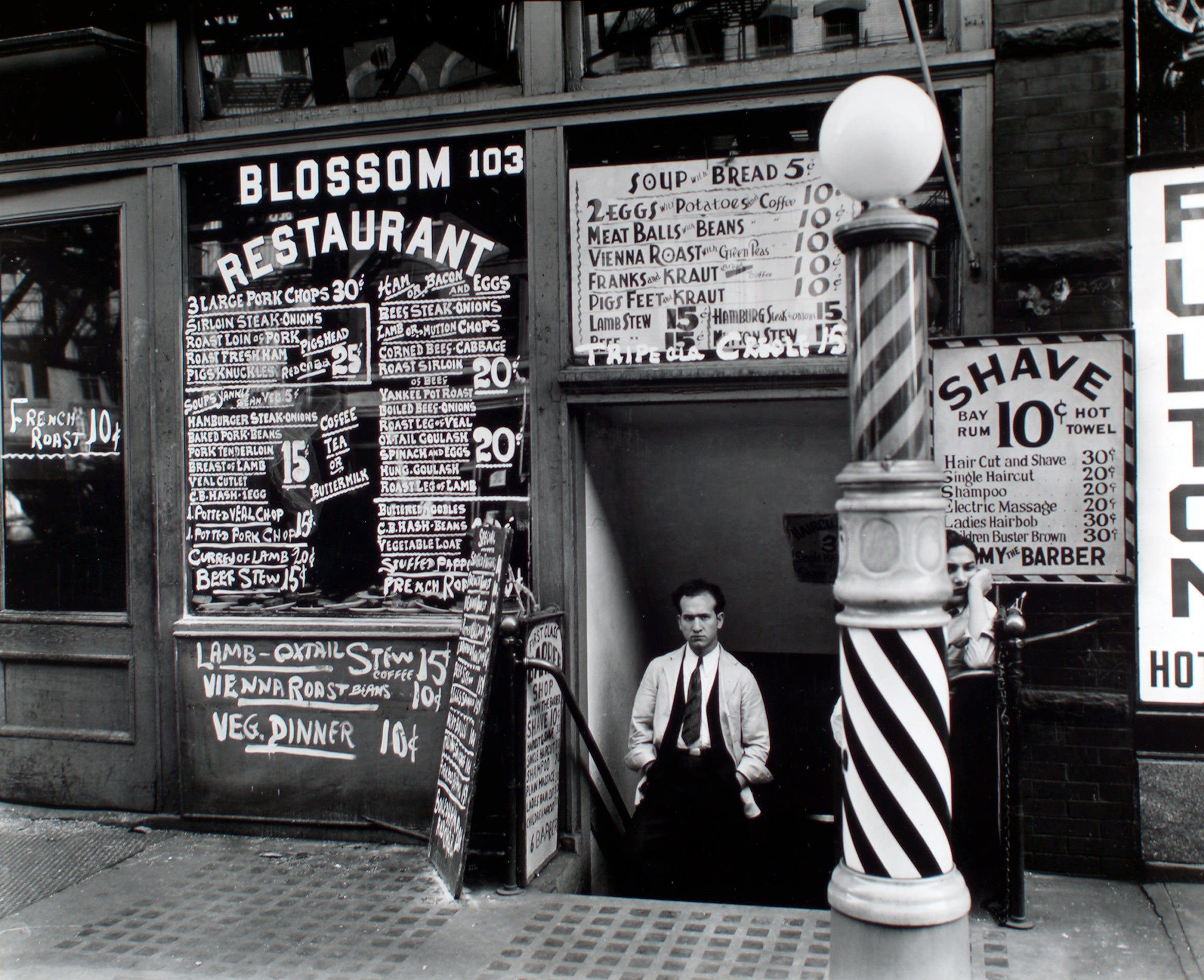
Berenice Abbott: Restaurante Blossom en Nueva York (1935)

La obra de Berenice Abbott también ha sido reseñada en estudios acerca de la fotografía de arquitectura, en paralelo con la de otros autores.

### Fotoperiodismo y fotografía documental
La canadiense Jessie Tarbox Beals (1870–1942) ha sido considerada una de las primeras fotoperiodistas americanas con sus imágenes de la prisión estatal de Massachusetts para The Boston Post en 1899. Tras esto, fue contratada por The Buffalo Inquirer y The Courier  en 1902. Harriet Chalmers Adams (1875–1937) fue una exploradora que llegó a publicar sus fotografías de expedición en National Geographic. Además, fue corresponsal para Harper`s Magazine en Europa durante la Primera Guerra Mundial. Adams fue la única periodista a la que se permitió visitar las trincheras. Otra corresponsal de guerra con base en Francia durante Primera Guerra Mundial fue Helen Johns Kirtland (1890–1979) que trabajó para el Leslie´s Weekly.
Margaret Bourke-White (1906–1971) fue la primera extranjera en fotografiar la industria soviética, además de ser la primera mujer corresponsal de guerra y la primera fotógrafa que trabajo para Life. Durante la Gran Depresión, Dorothea Lange (1895–1965) trabajó para la Administración Resettlement fotografiando familias de granjeros desplazados y trabajadores emigrantes. Distribuidas de forma gratuita a algunos periódicos, sus fotografías son un icono de esas época. La novelista Eudora Welty también fotografió a familias afectadas por la Gran Depresión, especialmente en el entorno rural de Mississippi, construyendo así un importante corpus de imágenes.
En los años 30 Marvin Breckinridge Patterson (1905–2002) publicó sus fotografías de viaje en Vogue, National Geographic, Look, Life, Town & Country y Harper´s Bazaar. Marion Carpenter (1920–2002) fue la primera fotógrafa dedicada a cubrir los acontecimientos de la Casa Blanca.

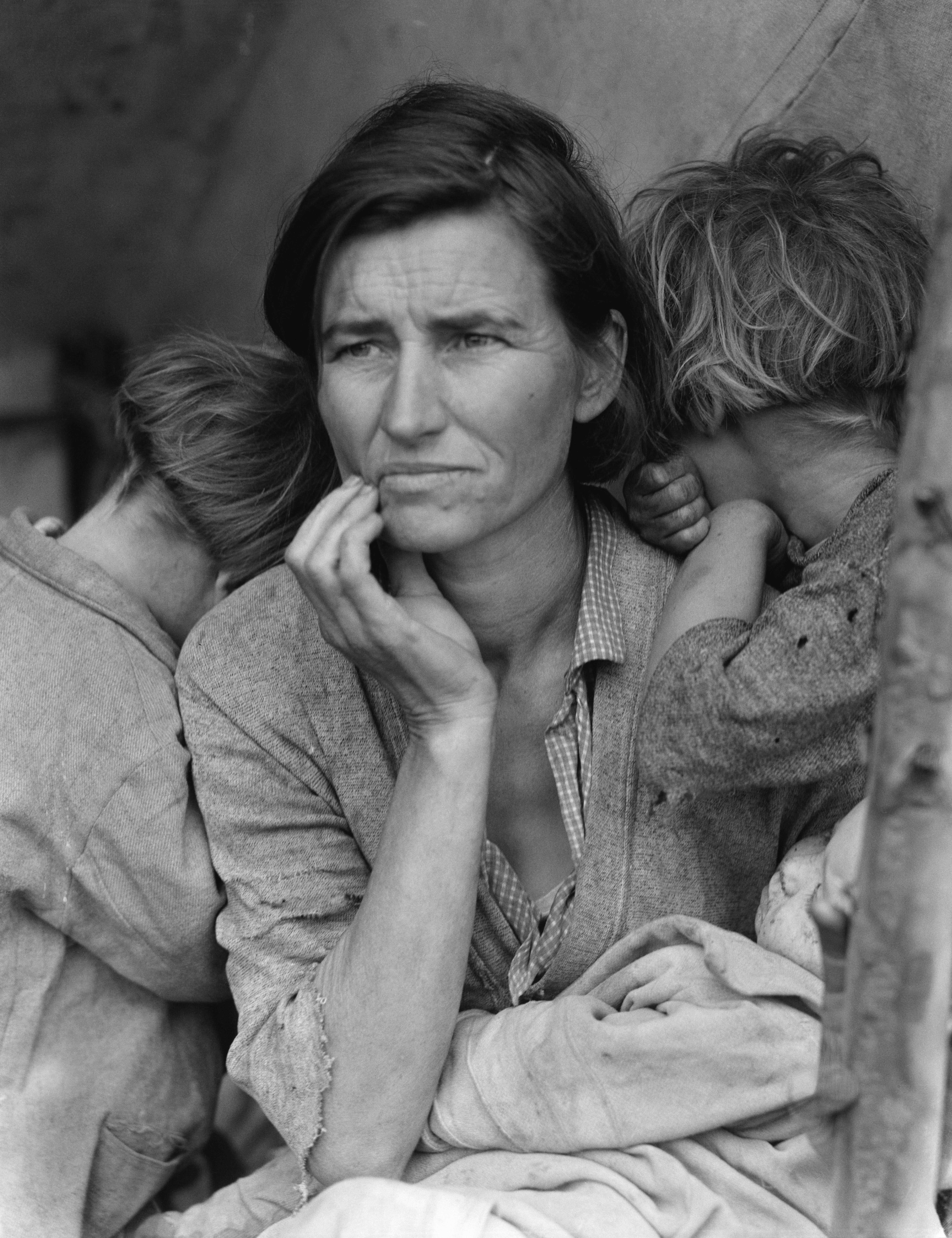
Dorothea Lange: Madre emigrante (1936)
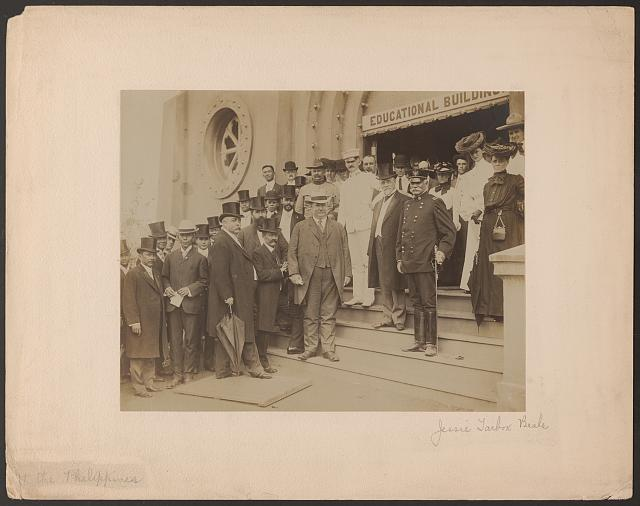
Jessie Tarbox Beals: William Howard Taft en la World`s fair de St. Louis (1904)
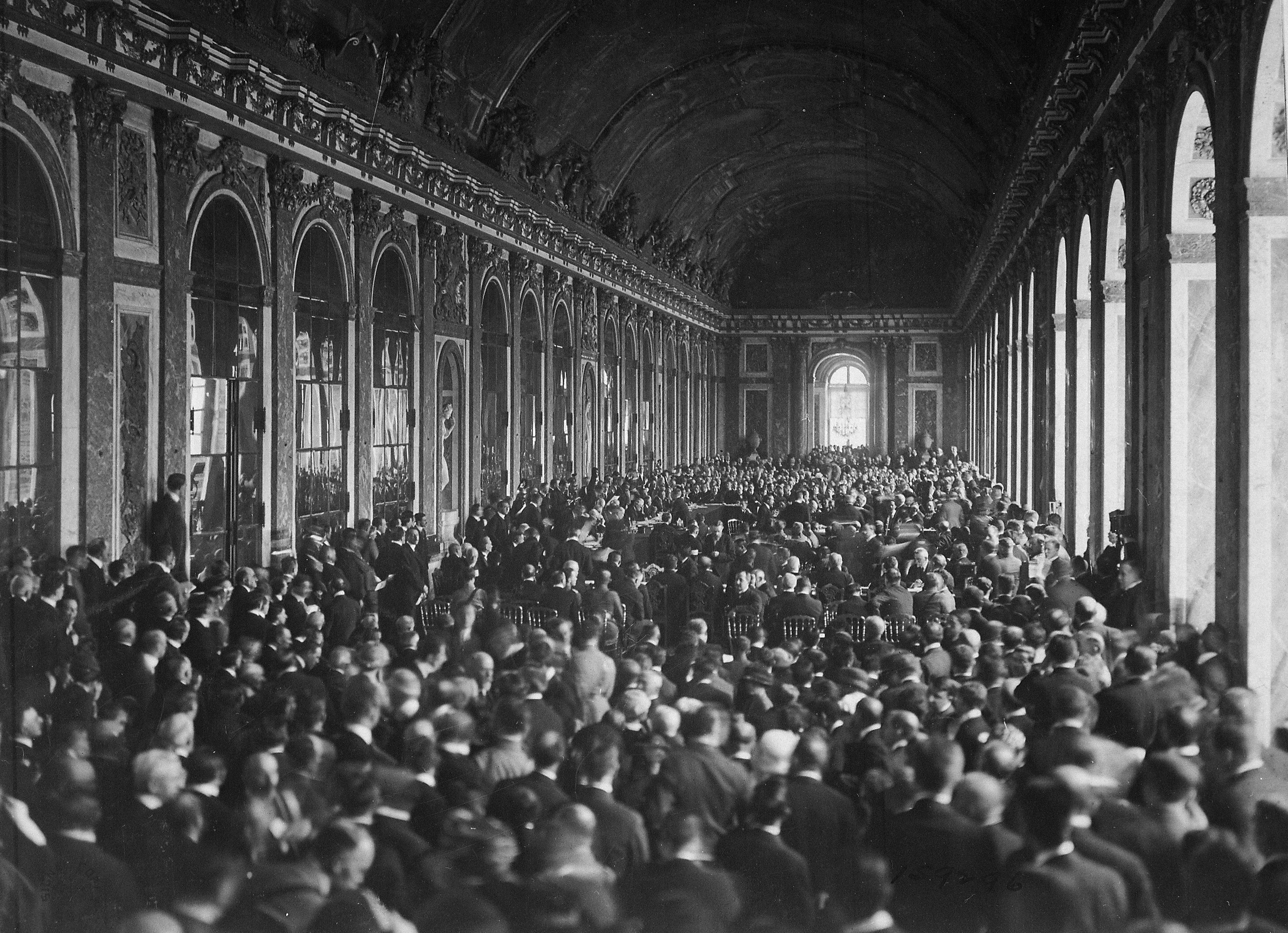
Helen Johns Kirtland: Firma del Tratado de Versalles en la Sala de Espejos (1919)
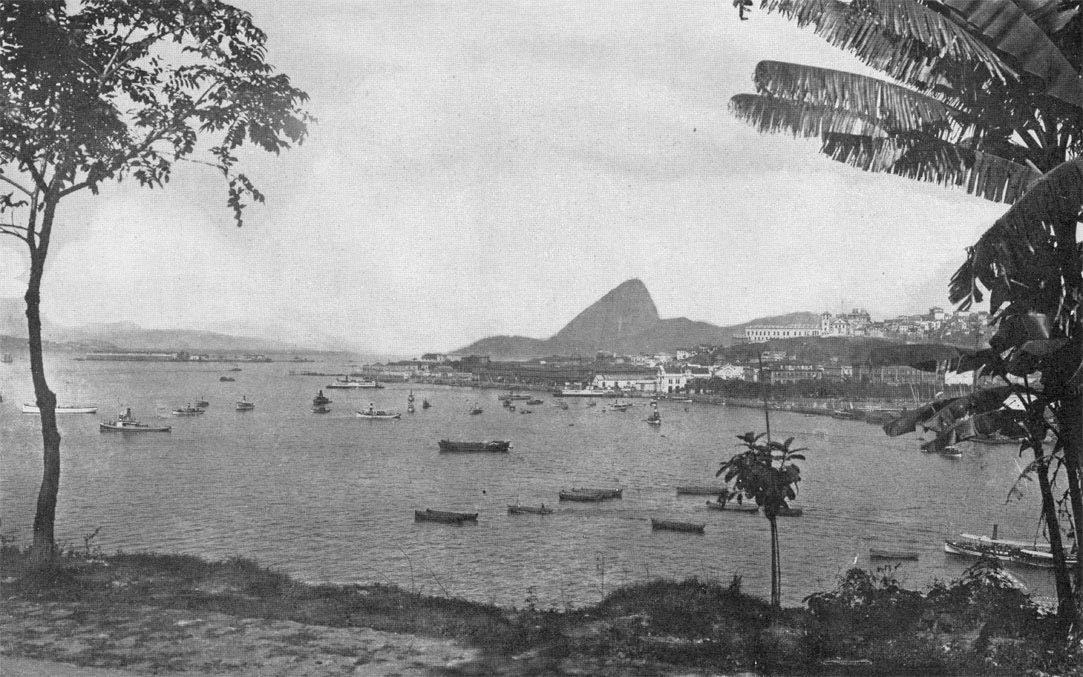
Harriet Chalmers Adams: Ribera de Río de Janeiro y el Morro de Castello del Ilha das Cobras (1919)
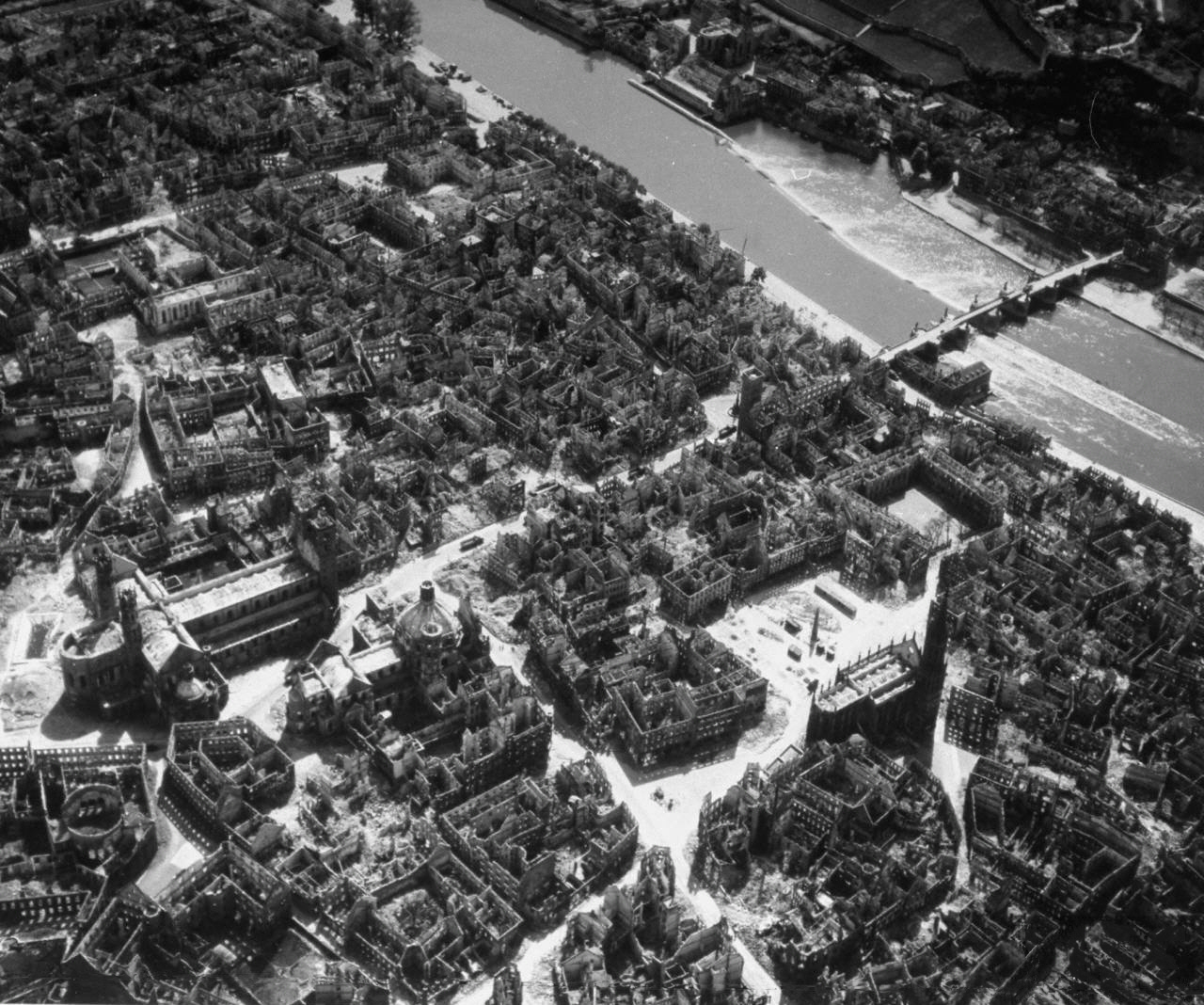
Margaret Bourke-White: foto Aérea de la ciudad interior del destruido Wurzburg (1945)

## Surrealismo

Germaine Krull, Fotografia erotica (1890-1920)

Un importante número de mujeres utilizaron la fotografía como el medio más adecuado para expresar su interés por el Surrealismo. Claude Cahun (1894–1954) desde Francia es recordada por sus cuidados autorretratos que comenzó a elaborar en los años 20 del siglo XX. La fotógrafa de origen croata, Dora Maar (1907–1997) también desarrolló su interés por el Surrealismo en Francia asociada con André Breton y otros artistas. Sus vívidos retratos tomados a comienzos de los años 30 enfatizan las características de su cara como si hubieran sido dibujadas por un artista. La americana Lee Miller (1907–1977) combinó su fotografía de moda con el Surrealismo. Se la relacionó con Pablo Picasso antes de regresar a Nueva York tras su estancia en París. Ella creó algunas de las fotografías de desnudos más impresionantes de todos los tiempos.
El Surrealismo continuó atrayendo el interés de fotógrafas en la segunda mitad del siglo XX. Henriette Grindat (1923–1986) fue una de las pocas mujeres suizas que desarrollar un notable interés por la fotografía artística, relacionada con André Breton más tarde colaboró con Albert Camus, con quien publicó imágenes del Río Sorgue en el sur de Francia. A finales de los años 40, destaca la fotógrafa checa Emila Medková (1928–1985) que empezó produciendo imágenes surrealista en 1947, además de imágenes documentales de su entorno urbano en los opresivos años de la postguerra. Aunque no estrictamente surrealista, la fotógrafa mexicana Lola Álvarez Bravo (1907–1993) mostró elementos que pueden asociarse con este movimiento durante toda su carrera, especialmente en sus retratos de Frida Kahlo y Maria Izquierdo. Durante su corta vida, Francesca Woodman (1958–1981), influida por André Breton y Man Ray, también exploró la relación entre el cuerpo y su entono apareciendo con frecuencia parcialmente escondida en sus evocadores retratos en blanco y negro.

## Premios
En 1903, Emma Barton (1872–1938) fue la primera mujer a la que se le otorgó la medalla de la Royal Photographic Society. En concreto, se premió su impresión de carbono titulada El Despertar.
El Pulitzer de fotografía es un galardón que lleva concediéndose a trabajos excepcionales de fotografía de prensa desde 1942. La primera mujer en recibir este premio fue Virginia Schau (1915–1989), una fotógrafa amateur que fotografió a dos hombres rescatados de la cabina de un camión tras caer de un puente en Redding, California.